# Airbus Helicopters H175
L'Airbus Helicopters H175 est un hélicoptère de transport civil de 7 tonnes conçu en partenariat avec des industriels chinois. En Chine, il reçoit la désignation AC352 (anciennement projet Z-15). L'assemblage du premier prototype est achevé et le premier vol a eu lieu le 4 décembre 2009, à 9 heures, sur le site de Marignane.

## Conception
En février 2005, l'ancien patron d'Eurocopter, Fabrice Brégier, annonce au salon Heli-Expo d'Anaheim (Californie) être en discussion avec des sociétés chinoises concernant le développement commun d'un hélicoptère biturbine de classe 6,5-10 tonnes, appelé EC175.
Le 5 décembre 2005, Eurocopter signe un contrat de développement avec des partenaires chinois, dont Harbin (filiale du groupe AVIC II) et CHRDI, en vue de concevoir un hélicoptère civil de 7 tonnes. Le 5 décembre 2006 eut lieu la revue de conception préliminaire et un an plus tard la revue critique de conception. L'appareil a fait l'objet d'une conception entièrement numérique avec la création d'une maquette 3D, les bureaux d'études français et chinois s'échangeant les données grâce à une liaison de données chiffrée. Par ailleurs l'appareil a été conçu en coopération avec les clients, tels que les opérateurs, les pilotes et les conseillers en sécurité des compagnies pétrolières, lui permettant ainsi de mieux répondre à la demande. Le 24 février 2008, une maquette fut présentée au salon Heli-expo 2008 à Houston où l'appareil enregistra 111 engagements d'achat.
L'EC175 peut effectuer du transport de passagers ou de personnalités (VIP), des évacuations sanitaires, des missions de police, de soutien aux opérations de l'industrie pétrolière et gazière, de lutte anti-incendie, de recherche et de sauvetage ou de garde-côtes.
Bien que Eurocopter dirige le projet, la conception de l'EC175 est divisée entre les partenaires français et chinois : les Français sont responsables de la boîte de transmission principale, du rotor anticouple, de l'avionique, du système carburant (Aerazur), des systèmes électriques et hydrauliques, ainsi que des portes et des vitres ; les firmes chinoises quant à elles sont responsables de la structure, du rotor principal, des turbines, du train d'atterrissage et des boîtes de transmission intermédiaire et arrière.
La mise en production du premier prototype est intervenue courant 2008 à Marignane, en tout, trois prototypes doivent être produits. Le vol inaugural a eu lieu le 4 décembre 2009, tandis que la certification européenne de l'AESA est obtenue en janvier 2014 et la livraison des premiers appareils a eu lieu le 11 décembre 2014 à l'opérateur belge NHV.
L'appareil est assemblé sur deux lignes d'assemblages : une en France à Marignane et une en Chine à Harbin. Cette dernière devant produire les appareils destinés aux marchés chinois et est-asiatique tandis que celle de Marignane doit produire les appareils destinés aux autres pays. Les prévisions de vente tablent sur un total de 680 appareils sur vingt ans dont 280 pour le marché chinois.
En mars 2023, Boeing s'allie à Eurocopter pour tenter de remporter un contrat de 44 hélicoptères destinés aux forces armées du Royaume-Uni. Cette entente prévoit de les assembler à Broughton (Flintshire) au pays de Galles en cas de succès.

## Description
Le poste de pilotage comporte 4 écrans LCD multifonctions et un écran central optionnel, des systèmes d'avertissement et d'alerte avancés. L'appareil est en outre équipé d'un pilote automatique 4 axes dérivés de celui de l'EC225, d'un système de flottaison d'urgence et d'un rotor spheriflex. La cellule est spécialement traitée pour résister à la corrosion saline en vue d'une utilisation maritime et notamment sur les plates-formes pétrolières.
Par ailleurs, l'EC175 a fait l'objet d'une conception « verte » avec un usage intensif de matériaux recyclables et une pollution sonore très inférieure aux normes OACI.
La motorisation actuelle de l'EC175 est constituée de deux turbomoteurs Pratt & Whitney Canada PT6C-67E. Ces moteurs seront assemblés par Dongan pour le marché chinois. À l'heure actuelle, aucune autre motorisation n'est proposée cependant il se pourrait que le nouveau moteur Safran Ardiden 3C ou WZ16 puisse être proposé en option, quand celui-ci sera disponible. Le WZ16 sera de série sur la version chinoise du H-175 assemblé par AVIC (AC352).

## Records
Le mercredi 6 février 2013, le prototype de l'EC175 a battu deux records mondiaux de vitesse ascensionnelle dans sa catégorie. L'appareil a atteint 3 000 mètres en 3 min 10 s et 6 000 mètres en 6 min 54 s. Ces deux records ont été homologués par la fédération aéronautique internationale.

## Spécifications

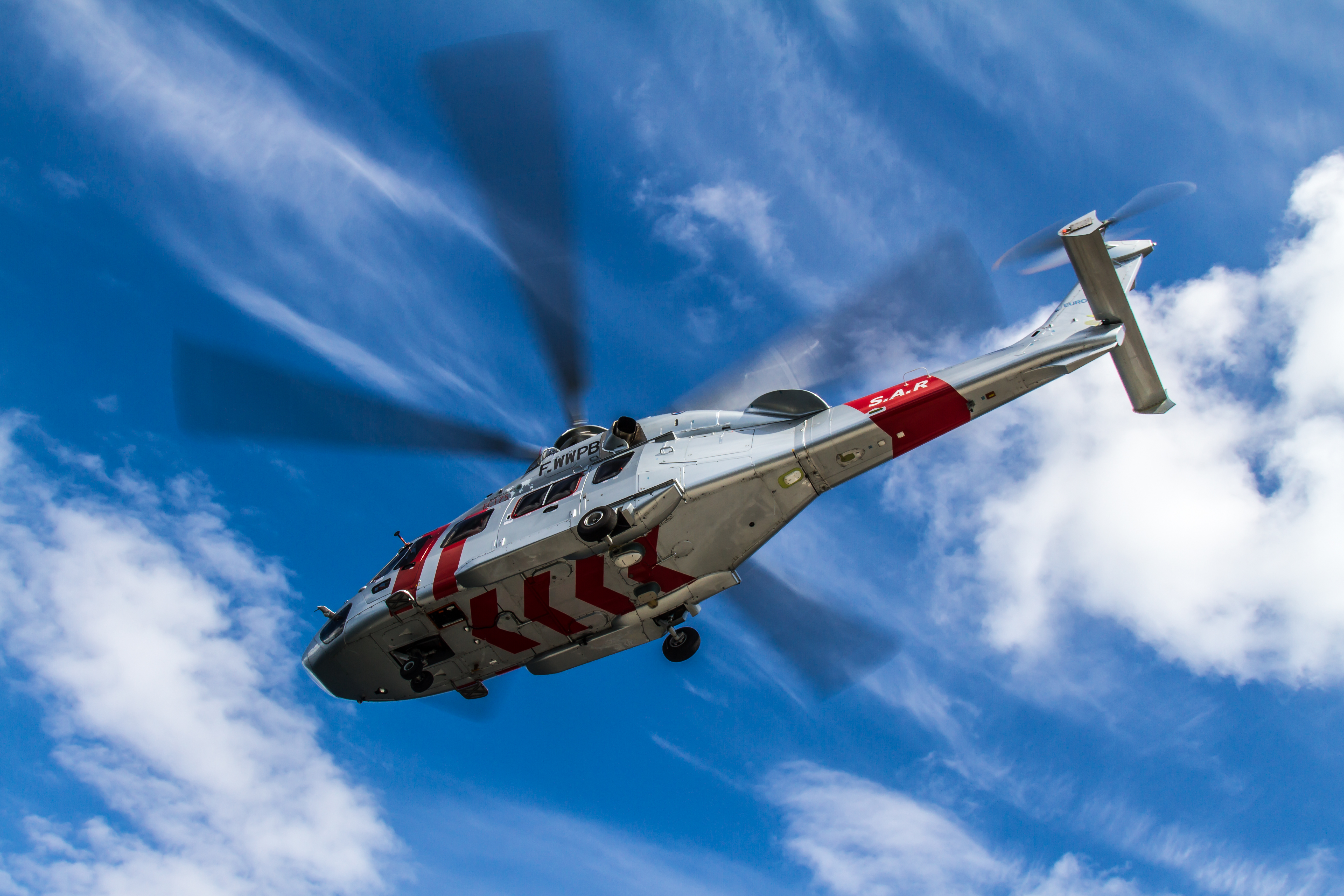
EC175 en vol

Données de Airbus Helicopters
Caractéristiques générales
- Équipage : 2 pilotes
- Capacité : 16 à 18 passagers
- Longueur : 15,68 m
- Diamètre rotor principal : 14,80 m
- Hauteur : 5,34 m
- Surface du rotor principal : 172 m2
- Masse à vide : 4 603 kg
- Masse maximale au décollage : 7 800 kg
- Moteur : 2   turbines Pratt & Whitney Canada PT6C-67E de 1 324 kW (1 776 ch)   chacun
- Capacité de carburant: 2 616 L

 Performances 
- Vitesse maximale : 315 km/h
- Vitesse de croisière : 285 km/h
- Distance franchissable : 1 259 km (680 NM)
- Plafond : 6 000 m

## Utilisateurs
- Belgique : 
  - NHV : Premier client de l'EC-175. Dix exemplaires ont été commandés suivis de six autres à la suite de la certification de l'appareil en février 2014[10].
- Hong Kong :
  - Sept exemplaires du H175 en version service public SAR, dont Hong Kong est le premier client, ont été commandés le 8 septembre 2015 par le Hong Kong Government Flying Services[11]. Les trois premiers appareils ont été réceptionnés en juin 2018[12]. Ils remplacent les AS332 L2 et H155 stationnés à l'aéroport international de Hong Kong.
- Mexique
  - Transportes Aéreos Pegaso : Quatre appareils destinés au transport de passagers vers des sites de production de pétrole en mer en date de 2021, le premier livré en 2016[13].

## Compléments